# Panzergrenadierbataillon 212
Das Panzergrenadierbataillon 212 (PzGrenBtl 212) ist ein Bataillon der Panzergrenadiertruppe des Heeres. Der Verband ist seit 2023 der Panzergrenadierbrigade 37 „Freistaat Sachsen“ unterstellt und in der Generalfeldmarschall-Rommel-Kaserne in Augustdorf (Nordrhein-Westfalen) stationiert. Das Bataillon war QRF-Verband in Afghanistan beginnend Juli bis Dezember 2008 sowie 2011.

## Auftrag

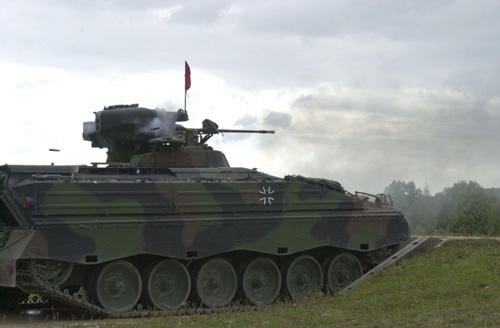
Marder 1A3 beim scharfen Schuss

Im Einsatz ist das Panzergrenadierbataillon 212 zur Führung des Gefechts der verbundenen Waffen im Rahmen der Panzergrenadierbrigade 37 oder als Teil eines Gefechtsverbandes gegen mechanisierte Kräfte befähigt. Panzergrenadiere kämpfen dabei aufgesessen vom Schützenpanzer Marder oder abgesessen als infanteristische Schützentrupps. Das Bataillon wird auf den Schützenpanzer Puma umgerüstet. Es stellt Personal für die multinationalen Einsatzkontingente in einem High Intensity Szenario und in friedensstabilisierten Operationen.

## Gliederung
Das Bataillon gliedert sich in:
- 1./ PzGrenBtl 212: Versorgungs- und Unterstützungskompanie (Patenstadt: Augustdorf)[1]
- 2./ PzGrenBtl 212: Einsatzkompanie mit 14 Schützenpanzern (Patenstadt: Büren)
- 3./ PzGrenBtl 212: Einsatzkompanie (Patenstadt: Bad Salzuflen)
- 4./ PzGrenBtl 212: Einsatzkompanie (Patenstadt: Bielefeld-Heepen)
- 5./ PzGrenBtl 212: Ausbildungs- und Unterstützungskompanie (Patenstadt: Oerlinghausen)

## Internes Verbandsabzeichen

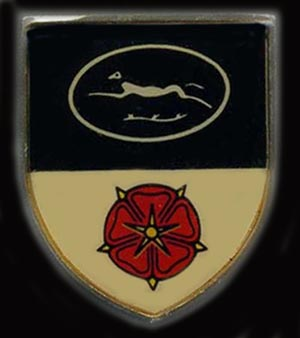
Altes internes Verbandsabzeichen mit Windhund Sascha

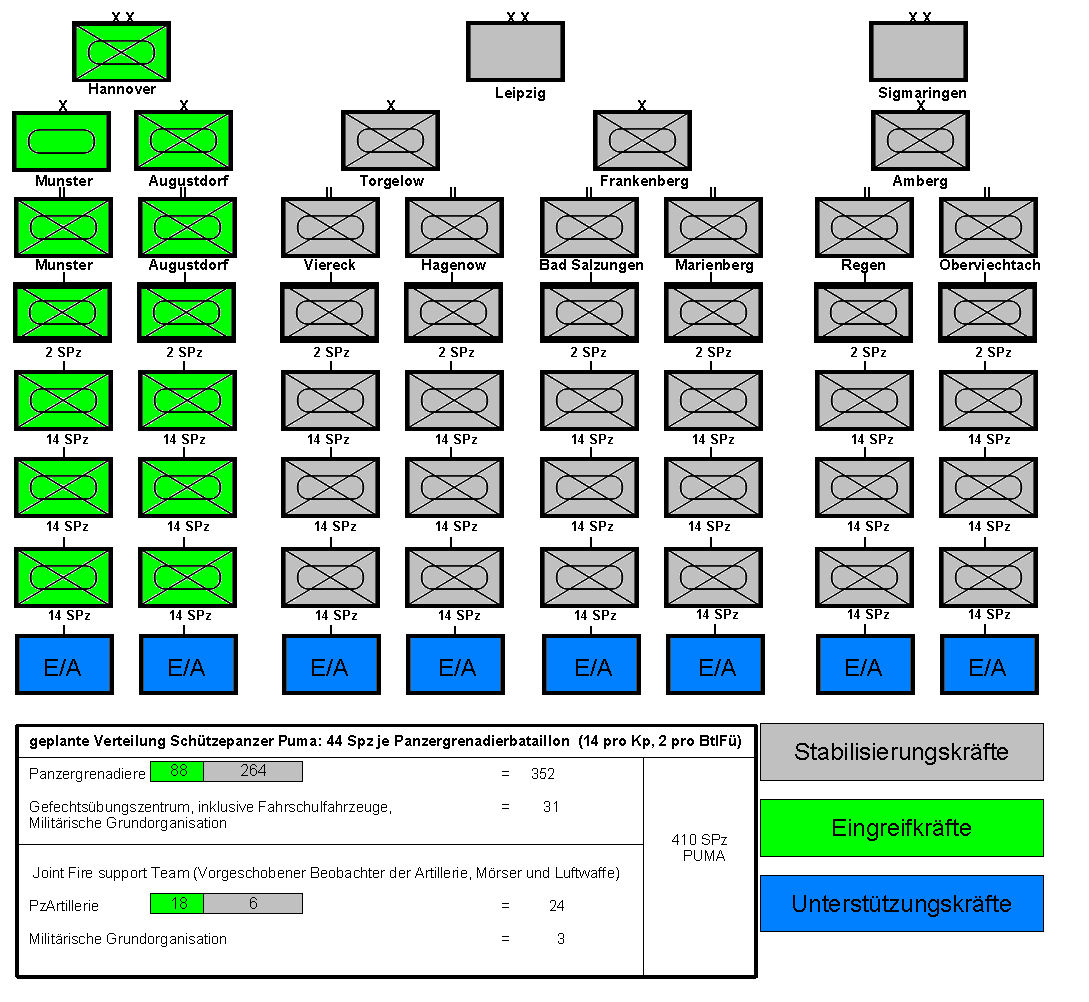
Das Bataillon innerhalb der Panzergrenadiertruppe und Zulauf des Spz Puma

Seit 2004 zeigt das interne Verbandsabzeichen die Lippische Rose auf schwarz-weißem Grund. Die Rose repräsentiert die Region Lippe; der Untergrund sind die preußischen Farben, obwohl Lippe nie zu Preußen gehörte.
Von 1978 bis 2004 zeigte es zusätzlich den Windhund „Sascha“, der im Frühjahr 1943 Angehörigen der 16. Infanterie-Division (später umgegliedert in 116. Panzer-Division) („Windhunddivision“) in der Kalmückensteppe halb verhungert zugelaufen war. Da der Hund bereits eine Identitätsfigur in der Wehrmacht war, entschied der letzte Kommandeur der 7. Panzerdivision, Generalmajor Wolf-Joachim Clauß, den Windhund aus dem Wappen zu streichen.

## Geschichte
Das Bataillon wurde am 1. Oktober 1958 im „Neuen Lager“ in Augustdorf aufgestellt und Panzerbrigade 21 unterstellt. Die Brigade trug bis zum 15. März 1959 die Bezeichnung Panzerkampfgruppe C 3 und war bis 1958 in Unna und danach ebenfalls in Augustdorf stationiert. Zunächst bestand das Bataillon aus nur zwei Kampfkompanien und einer Stabskompanie. Damals war das Bataillon mit LKW ausgerüstet. 1960 war die Aufstellung des Bataillons abgeschlossen und bestand aus einer Stabskompanie, drei Kampfkompanien für den auf- und abgesessenen Kampf und der 5./ Mörserkompanie. Erster Schützenpanzer war der Schützenpanzer HS 30, abgelöst 1972 durch den Schützenpanzer Marder. 1964 besuchte Bundesverteidigungsminister Kai-Uwe von Hassel das Bataillon. 1972 übernahm das Bataillon die Patenschaft über den Familienverband der ehemaligen Angehörigen der 116. Panzer-Division („Windhunddivision“). In der Heeresstruktur IV verkleinert, wurde das Bataillon 1992 in der Heeresstruktur V wieder um eine weitere Kampfkompanie (5./212, ehemals 2./211) erweitert. 1996 war das Bataillon am IFOR/SFOR Einsatz im ehemaligen Jugoslawien beteiligt. 1997 nahmen die 4. und 6. Kompanie am Hochwassereinsatz an der Oder teil. 1999 verlegten Teile des Bataillons erneut nach Sarajevo, um als gepanzerter Einsatzverband des 3. Folgekontingents GECONSFOR (L) die Umsetzung des Dayton Abkommens sicherzustellen. Beginnend im Jahr 2000 wurden Teile des Bataillons im Rahmen der KFOR-Mission in den Kosovo verlegt. In den folgenden Jahren nahmen Soldaten des Bataillons an weiteren Einsätzen in Afghanistan und im Kosovo teil. Die 6./ Panzermörserkompanie M113 wurde 2006 in der Struktur Heer 2010 aufgelöst.
Auf einem Truppenübungsplatz wurde im Mai 2008 eine „Zugriffsoperation“ geübt, der der Inspekteur des Heeres, Generalleutnant Hans-Otto Budde, beiwohnte. Mitte 2008 verlegten Teile der Panzerbrigade 21 Kräfte nach Afghanistan und stellte Kräfte für den ISAF-Einsatz. Das um Teile der Luftlandemörserkompanie des Fallschirmjägerbataillons 373 verstärkte Panzergrenadierbataillon 212 stellte dazu eine etwa 205 Mann starke Quick Reaction Force (QRF), von der der Großteil der Soldaten aus den Reihen des Bataillons kam. Die QRF ist ein schneller Eingreifverband, der im Rahmen des ISAF-Mandats, bei Bedarf als robuste Kampftruppe feindliche Kräfte bekämpft. Das Bataillon war während des Einsatzes im Camp Marmal bei Masar-e Scharif stationiert. Das Panzergrenadierbataillon 212 war die erste reguläre deutsche Einheit des Heeres, der eine solche Aufgabe zugewiesen wurde. In der Öffentlichkeit stand dieser Einsatz daher unter besonderer Beobachtung.
Im Juni 2011 fiel der Oberstabsgefreite Alexej Kobelew, als in Afghanistan sein Schützenpanzer vom Typ Marder auf eine über 200 kg schwere IED fuhr. Bundesverteidigungsminister Thomas de Maizière hielt die Trauerrede.
Die Traditionspflege erfolgt durch den 1989 gegründeten Traditionsverband Lippische Panzergrenadiere e. V.
Im Bataillon wurde in den 1990er Jahren ein Pilotprojekt zur Erprobung von Kosten- und Leistungsverantwortung (KLV) durchgeführt.
Im Oktober 2022 wurde das Kommando über das Bataillon von Matthias Greune an Sven Erich Scharnitzki übergeben.
Am 17. Dezember 2022 wurde dem Verband das Fahnenband „Einsatz“ verliehen.
Seit dem 1. April 2023 ist das Panzergrenadierbataillon 212 der Panzergrenadierbrigade 37 unterstellt.

## Auszeichnungen
2011 erhielt das Bataillon das „Gelbe Band“ der Alten Hansestadt Lemgo, die seit 1990 Patin ist.
2013 wurde dem Bataillon durch Ministerpräsidentin Hannelore Kraft das Fahnenband des Landes Nordrhein-Westfalen verliehen.
2015 unterzeichneten der Bürgermeister und der Kompaniechef der 2./ PzGrenBtl 212 die Patenschaftsurkunden zwischen der Kompanie und der Stadt Büren. Außerdem erfolgte der Eintrag in das Goldene Buch der Stadt.